# The Book of Taliesyn
The Book of Taliesyn (engl. für: „Das Buch von Taliesin“) ist das zweite Studioalbum der englischen Hard-Rock-Band Deep Purple und wurde mit der ersten Bandbesetzung (Mk. I) eingespielt. Es erschien im Oktober 1968 in den USA sowie im Juni 1969 in sämtlichen anderen Ländern.
Das Album ist nach dem historischen Buch Book of Taliesin des walisischen Barden Taliesin benannt.

## Musikstil
Wie bereits das erste Album Shades of Deep Purple sind auf The Book of Taliesyn neben Eigenkompositionen auch Coverversionen von Klassikern zu finden wie We Can Work It Out (The Beatles), Kentucky Woman (Neil Diamond) und das durch Ike & Tina Turner bekannt gewordene River Deep, Mountain High.
Im Vergleich zu den bekannteren, späteren Deep-Purple-Besetzungen mutet dieses Album, wie auch Vorgänger und Nachfolger, vergleichsweise sanft an. Jon Lords Orgel ist das dominante Instrument, hinter dem Ritchie Blackmores brachiale Gitarre in der Frühphase der Band noch etwas zurücksteht.
Die Coverversion von River Deep, Mountain High beginnt mit der Einleitung von Also sprach Zarathustra und wird dann auf über zehn Minuten ausgedehnt.
Daneben ist die Eigenkomposition Anthem, die in einem Mittelteil unter der Begleitung eines kompletten Orchesters gänzlich in Barockmusik entschwindet, um erst gegen Ende wieder zum Rock zurückzukehren, von Bedeutung. Anthem gilt als Vorbereiter des noch deutlich bekannteren Stückes April vom dritten Album Deep Purple, das sich derselben Elemente bedient. Exposition als Einleitung zum Beatles-Stück We Can Work It Out beginnt als Adaption des zweiten Satzes der 7. Sinfonie von Ludwig van Beethoven und zitiert dann weiter die Ouvertüre Romeo und Julia von Peter Iljitsch Tschaikowski.
Die instrumentale Blues-Variation Wring That Neck (in den USA ursprünglich als „Hard Road“ bezeichnet) war bis in die frühen 70er Jahre fester Bestandteil der Liveshows (besonders des MK II Lineups), die langen Improvisationen, bzw. die "Duelle", die Lord und Blackmore auf der Grundlage des Songs führten, dauerten oft mehr als 30 Minuten. Außerdem ist es auf der Neuaufnahme von Jon Lords Concerto for Group and Orchestra mit Deep Purple von 1999 zu finden und wird seit dem Einstieg von Don Airey in die Band 2002 gelegentlich aufgeführt.

## Titelliste
1. Listen, Learn, Read On (Rod Evans, Ritchie Blackmore, Jon Lord, Ian Paice) – 4:05
2. Wring That Neck (Ritchie Blackmore, Nick Simper, Jon Lord, Ian Paice) – 5:13
3. Kentucky Woman (Neil Diamond) – 4:44 (Originalinterpret: Neil Diamond)
4. Exposition/We Can Work It Out (Ludwig van Beethoven, Ritchie Blackmore, Nick Simper, Jon Lord, Ian Paice/John Lennon, Paul McCartney) – 7:06 (Originalinterpret: The Beatles)
5. Shield (Rod Evans, Ritchie Blackmore, Jon Lord) – 6:06
6. Anthem (Rod Evans, Jon Lord) – 6:31
7. River Deep, Mountain High (Jeff Barry, Ellie Greenwich, Phil Spector) – 10:12 (Originalinterpret: Ike & Tina Turner)

### Bonustracks (Remastered-CD von 2000)
1. Oh No No No (Mike Leander, Leon Russell) – 4:25 (Outtake)
2. It’s All Over (Bert Berns, Mike Leander) – 4:14 (BBC Top Gear Session)
3. Hey Bop a Re Bop (Rod Evans, Ritchie Blackmore, Jon Lord, Ian Paice) – 3:31 (BBC Top Gear Session)
4. Wring That Neck (Ritchie Blackmore, Nick Simper, Jon Lord, Ian Paice) – 4:42 (BBC Top Gear Session)
5. Playground (Ritchie Blackmore, Nick Simper, Jon Lord, Ian Paice) – 4:29 (Outtake)